# Prix Fernand-Raynaud
Le Prix Fernand Raynaud est un prix qui récompensait chaque année un jeune artiste humoriste. Il y a eu sept humoristes récompensés entre 1986 et 1992.
À ne pas confondre avec le prix du rire Fernand Raynaud, une récompense au Festival international du court-métrage de Clermont-Ferrand.

## Historique
À 47 ans, Fernand Raynaud se tuait le 28 septembre 1973, au volant de sa Rolls-Royce, au Cheix-sur-Morge dans le Puy-de-Dôme.
Daniel Potier, alors adjoint à la Culture, et le maire de Saint-Germain-des-Fossés, Gérard Bertucat, impulsaient la création de l'association Les amis de Fernand Raynaud. Elle réunissait de nombreuses personnalités entre autres : Dominique Nohain, fils de Jean Nohain (qui a lancé Fernand Raynaud dans son émission télévisée Trente-six Chandelles), Jean-Claude Bourret (dont le père était cheminot à Saint-Germain), Marcel Amont, Roger Pierre, Jean-Marc Thibault, Guy Bedos,...
Le 5 octobre 1985, lors de la première assemblée générale de l'association, la municipalité de Saint-Germain-des-Fossés inaugurait l'avenue qui portera le nom de l'humoriste. Son principal objectif était de récompenser chaque année un jeune artiste.

## Humoristes récompensés
Le Prix Fernand-Raynaud fut ainsi remis à :
- Roger Carel (en 1986)
- Éric Blanc (en 1987)
- Claude Vanony (en 1988)
- Patrick Raynal (en 1989)
- Didier Gustin (en 1990)
- André Valardy (en 1991)
- Olivier Lejeune (en 1992)

Finalement, au bout de 7 ans, l'association s'est mise en sommeil. 

## La renaissance de l'association
En 2008, on « commémorait » le 35e anniversaire de la mort de Fernand Raynaud. Jean-Michel Meunier, adjoint à la Culture de la commune de Saint-Germain-des-Fossés, en a profité pour réveiller l'association.
« Nous allons nous attacher à créer un Festival du rire en 2010. Il s'agira de remettre le Prix Fernand-Raynaud à un jeune artiste et, en deuxième partie, on invitera un humoriste connu. »
Le festival reprend donc en septembre 2012, Liane Foly en vedette, avec pour lauréat du 1er prix Fernand Raynaud: Antony Sanzach, prix du public et second prix du jury : Meddy Viardot... 